# Shepetivka
Shepetivka (tiếng Ukraina: Шепетівка) là một thành phố của Ukraina. Thành phố này thuộc tỉnh Khmelnytskyi. Thành phố này có diện tích ? km2, dân số theo điều tra dân số năm 2001 là 48212 người.